# Иљушин Ил-4
Иљушин Ил-4 (НАТО назив Bob) је двомоторни совјетски бомбардер, са великим долетом, коришћен је у Другом светском рату. То је авион који је извршио прво савезничко бомбардовање Берлина у Другом светском рату, ноћу између 7. и 8. августа 1941. године. Углавном је коришћен као ноћни бомбардер.

## Пројектовање и развој
Концепт овог авиона је дефинисао његов конструктор С. В. Иљушин још 1933. године предвиђајући убрзан развој авијације. Изазов је био направити велики брзи авион дугог домета и при томе решити многе техничке проблеме који стоје на том путу. Авион је консципиран као двомоторни једнокрилац лаке конструкције са економичним моторима и подешеном аеродинамичном линијом, оптимизираном за минимални отпор, мале димензије трупа, смештај бомби у трупу авиона, увлачећи стајни трап и глатке спољне површине авиона. Резултат пројектантских напора био је авион ЦКБ-26 нискокрилни двомоторни једнокрилац погоњен радијалним моторима Гноме-Роне К14, снаге 560 kW, чија је лиценца за производњу купљена од Француза. Већ следеће 1936. године бива готов нови прототип ЦКБ-30 који за разлику од свог претходника има затворену кабину пилота, мотор М-85 (освојена производња мотора К-14) и металну конструкцију трупа. Овај авион добија војну ознаку ДБ-3 (даљински бомбардер) и као такав улази у производњу (1937) и наоружање Совјетског ратног ваздухопловства. Током производње интензивно се мења како конструкција авиона, тако и технологија па и врсте материјала од којих је авион грађен. Ово доводи до тога да постоји доста варијанти ових авиона. Производња авиона ДБ-3 је трајала до 1940. године и произведено је 1528 примерака ових авиона. Након 1940. године у производњу улази авион ДБ-3Ф са мотором М-88 снаге 810 kW који касније добија ознаку Ил-4. Овај авион је знатно унапређен на основу примедби које су добијене коришћењем авиона у Зимском рату против Финске. Као такав се производи до 1944. године и њих је направљено око 3.500 примерака.

### Варијанте авиона Ил-4
Авион Иљушин Ил-4 се производио у фабрици Иљушин у Москви, фабрици авиона у Вороњежу и фабрици авиона у Комсомолску. Иако је постојала велика шароликост у изради авиона ДБ-3 типови приказани у наредном прегледу сврстани су према врсти мотора и години производње авиона:
- ЦКБ-26(1935) - прототипска верзија авиона са мотором Гноме-Роне К-14,
- ЦКБ-30 = ДБ-3Б(1936) - верзија авиона са мотором М-85,
- ДБ-3Т(1937) - верзија торпедног авиона са мотором М-85 касније је уграђиван мотор М-86,
- ДБ-3 „Москва“ - верзија путничког авиона направљена на основу бомбардера ДБ-3,
- ДБ-3Б(1938) - верзија авиона са мотором М-86,
- ДБ-3ТП(1938) - поморска верзија авиона са пловцима и мотором М-86,
- ДБ-3Б(1939) - верзија авиона са мотором М-87А,
- ДБ-3Ф(1941) - верзија авиона са мотором М-88,
- Ил-4 (1942) - верзија авиона са мотором М-88Б.

### Спецификације[1][2]
| Карактеристика         | ДБ-3Б(1936) | ДБ-3Т(1937)    | ДБ-3Б(1938) | ДБ-3М(1939) | ДБ-3Ф(1941) | Ил-4(1942) |
| ---------------------- | ----------- | -------------- | ----------- | ----------- | ----------- | ---------- |
| Дужина                 | 14,22       | 14,22          | 14,22       | 14,22       | 14,22       | 14,22      |
| Висина                 | 4,10        | 4,10           | 4,10        | 4,10        | 4,10        | 4,10       |
| Размах крила           | 21,44       | 21,44          | 21,44       | 21,44       | 21,44       | 21,44      |
| Површина крила         | 65,60       | 65,60          | 65,60       | 65,60       | 66,70       | 66,70      |
| Тежина празног авиона  | 4.500 kg      | 4.298 kg         | 4.712 kg      | 5.373 kg      | 7.320 kg      | 6.420      |
| Максимална тежина      | 7.000 kg      | 6.494 kg         | 7.079 kg      | 7.638 kg      | 9.470 kg      | 10.055     |
| Мотори                 | 2 × М-85    | 2 × М-85/М-86  | 2 × М-86    | 2 × М-87А   | 2 × М-88    | 2 × М-88Б  |
| Снага                  | 2 × 560 kW  | 2 × 560/670 kW | 2 × 670 kW  | 2 × 670 kW  | 2 × 810 kW  | 2 × 810 kW |
| Максимална брзина      | 400 km/h        | 395            | 395         | 439 km/h        | 435 km/h        | 430        |
| Плафон лета            | 8.400 m      | 7.800 m         | 8.300 m      | 9.700       | 10.000 m     | 9.700      |
| Долет                  | 4.200 km      | 1.800 km         | 4.000       | 3.800 km      | 3.300 km      | 4.000      |
| Брзина пењања          | 390 m/min        | 384 m/min           | 331 m/min        | 340 m/min        | 476 m/min        | 413        |
| Тежина бомби / торпеда | 2.500       | 1.000 kg         | 2.500       | 2.500       | 2.500       | 2.500      |

### Производња авиона ДБ-3 и Ил-4 по годинама и фабрикама
| Фабрике                      | 1937 | 1938 | 1939 | 1940 | 1941 | 1942 | 1943 | 1944 | 1945 |
| № 18 (Воронеж)               | 12   | 204  | 555  | 808  | 328  | -    | -    | -    | -    |
| № 126 (Комсомольск-на-Амуре) | -    | 30   | 125  | 100  | 385  | 695  | 613  | 588  | 485  |
| № 39 (Москва и Иркутск)      | 33   | 165  | 279  | 198  | 44   | 53   | 698  | 118  | -    |
| № 23 (Москва)                | -    | -    | -    | -    | -    | 110  | 257  | -    | -    |

## Оперативно коришћење

### Коришћење у свету
Уочи рата цивилна верзија авиона ДБ-3 завана „Москва“ је служила за одржавање путничког и поштанског саобраћаја на линијама унутар Совјетског Савеза. Авион Ил-4 (ДБ-3) је користило углавном ратно ваздухопловство Совјетског Савеза, у току Зимског рата између СССР и Финске, Финска је заробила 5 ових авиона и од Немачке купила још 6 комада које су Немци заробили као ратни плен током рата против Совјетског Савеза тако да је у финском ратном ваздухопловству од 1940-45 летело 11 примерака ових авиона. Неутврђен број примерака овог авиона је користио и Нацистичка Немачка. Након Другог светског рата одређен број ових авиона је СССР уступио Кинеској Народној Армији. 

### Коришћење авиона Ил-4 у Другом светском рату
Уочи почетка Другог светског рата ови бомбардери су били распоређени на западним границама, јужном Кавказу, Бајкалу и Далеком истоку. Највећи број бомбардера природно је био концентрисан на западним границама одакле се очекивао напад Немачке. Од укупно 1332 бомбардера, 1122 су били авиони ДБ-3 и ДБ-3Ф (тј. Ил-4)од којих је 906 било употребљиво. Ови авиони су масовније почели да пристижу у јединице почетком 1940. године што је било временски недовољно за обуку пилота и техничког особља неопходног за опслуживање и одржавање ових авиона. Када се томе додају још „дечје болести“ авиона и мотора, недостарак резервних делова (нарочито мотора) и изостанак разрађене и увежбане тактичке примене ових бомбардера, околности баш нису ишле у прилог овим авионима.
Када су почеле ратне операције 22. јуна 1941. године на аеродромима који нису нападнути у року од сат и по времена јединице су биле у пуној ратној готовости и спремне за акцију али инструкције за акцију су неким јединицама стигле су тек за три дана. Појединачне акције су извођене на одговорност команданата пукова и чланова посаде. Првог дана рата изгубљено је 22 авиона у борбеним акцијама, али је оборен и један Ме-109 ватром из митраљеза што је код посада довело до сазнања да нису баш беспомочни у борби са ловцима. У току ноћи 23. јуна када је генералштаб тачно утврдио правце надирања непријатеља дефинисани су први задаци бомбардерској авиацији. Другог дана рата бомбардовани су Кенигсберг, Гдањск, Лублин, Катовице и Варшава. Летећи дању, без ловачке пратње одразило се на енормне губитке (преко 30% авиона) али стицало се и неопходно искуство. Камандант ескадриле која је бомбардовала предграђа Варшаве Новиков се одлучио на тактику бомбардовања са великих висина од 7.500 метара на којој се минимизира дејство против авионске артиљерије (ПВА) а и ловци на овим висинама губе маневарске способности тако да се груписањем бомбардера може организовати ефикасна одбрана. У овој акцији одбијени су ловачки напади оборен један Ме-109 и извршен борбени задатак. То је била најуспешнија акција тога дана. Ову тактику је тада било могуће применити код гађања великих циљева међутим за гађање малих и покретних циљева морало се летети знатно нижа за шта овај авион није био предвиђен.
У недостатку јуришних бомбардера (Ил-2 је тек почео да се производи), а непријатељске мото механизоване колоне је требало зауставити свим могућим средствима Ил-4 је коришћен за ове задатке летећи на висинама од 400 метара неоклопљен и релативно спор за ове задатке био је лака мета за ПВА и ловце. Због тога је број оборених авиона авиона у акцији био недопустиво висок али то је била цена низа претходних пропуста. Због великих губитака 3.07.1941 издата је директива о употреби авиона великог домета (Ил.4), том директивом је било предвиђено да ови авиони лете ноћу и то на великим висинама. Губици су на тај начин знатно смањени, поред тога пребазирани су бомбардерски пукови са Бајкала и Далеког истока и формирана авијација далеког домета (АДД) подређена Заједничком штабу на челу са генералом Головановим. Голованов је окупио искусне пилоте који су пре рата летели на цивилним линијама под свим метео условима и у било које доба дана, инсистерао на доброј припреми сваког задатка и резултати нису изостали. Већ од половине јула месеца 1942. године бомбардовани су Кенигсберг, циљеви у Источној Пруској, Гдањск, Берлин, Будимпешта, Букурешт, Плоешти и Галати. Касније је АДД коришћена у Стаљинградској бици, на Кубану у Донбасу и тако редом до краја рата.
У току Другог светског рата авиони Ил-4 из састава копненог ваздухопловства су направили преко 220.000 летова и на непријатеља бацили прко 2.000.000 бомби. Посаде су се храбро бориле и у случајевима када шансе нису биле на њиховој страни, 240 пилота, навигатора и стрелаца ових авиона је добило орден Хероја Совјетског Савеза, а њих шесторица овај орден су добили два пута.
Није безначајан ни допринос авиона Ил-4 који су као торпедни авиони и бомбардери служили у Балтичкој, Црноморској и Пацифичкој флоти. Авиони Ил-4 из састава Балтичке флоте су извршили прво савезничко бомбардовање Берлина у Другом светском рату, ноћу између 7. и 8. августа 1941. године. У периоду од августа до краја децембра 1941. године авиони Балтичке флоте су направили 1520 борбених летова и изгубили 77 авиона. У току опсаде Лењинграда главни задатак ових авиона је било неутралисање непријатељске авиације која је дејствовала са аеродрома Псков, Сиверскои, Красногвардејска и Гатчина. Део авион је коришћен за бомбардовање Хелсинкија, Талина и Котке, док су торпедни авиони у тактици „слободан лов“ патролирањем изнад балтичког мора проналазили циљеве и потапали их. У току 1943. године направљено је 229 летова, 93 напада и потопљено 46 бродова. О херојству посада авиона Ил-4 из састава Балтичке флоте говори податак да је 33 авијатичара добило орден Хероја Совјетског Савеза.

Авиони Ил-4 из састава Црноморске флоте су дејствовали већ 24. јуна 1941. године напавши румунску поморску базу у Констанци а 8. августа 1941. године су успешно напали циљеве у околини Букурешта. Током рата ови авиони су пружали подршку трупама браниоцима Одесе и Севастопоља бомбардујући позадину непријатеља, путеве, пруге, аеродроме, артиљеријске положаје и резерве.
Пацифичка флота је имала 157 торпедних авиона од којих 26 Ил-4. До објаве рата Јапану ови авиони су били активни онолико колико су то услови дозвољавали с обзиром да није било ратних операција активност се ограничавала на извиђачко патролна дејства. Када је објављен рат Јапану 9. августа 1945. године за кратко време је потопљено 15 бродова укупне тонаже 78.450 тона.

Авион Ил-4 је одиграо значајну улогу у ваздухопловству Совјетског Савеза први примерак је полетео 1936. године а летео је до 1952. године када је избачен из употребе. Потиснули су га млазни бомбардери Ту-14 и Ил-28. За време рата је служио у авијација далеког домета (АДД) и то обично као ноћни бомбардер, а у поморском ваздухопловству као торпедни авион, бомбардер и минополагач. Летео је у суровим арктичким условима али и у тропским. Најбољу карактеристику овом авиону дао је сам конструктор Иљушин рекавши: 
Авион који залази по мраку 1500 километара у непријатељску позадину мора бити добар авион.
 То је био Ил-4 (тј. ДБ-3). Иако је овај авион био у сенци Ил-2 заслужује дуго памћење.

## Корисници авиона Ил-4[1][2]
| - Кина - Финска - Нацистичка Немачка - СССР |